# Irisches Rotes Kreuz

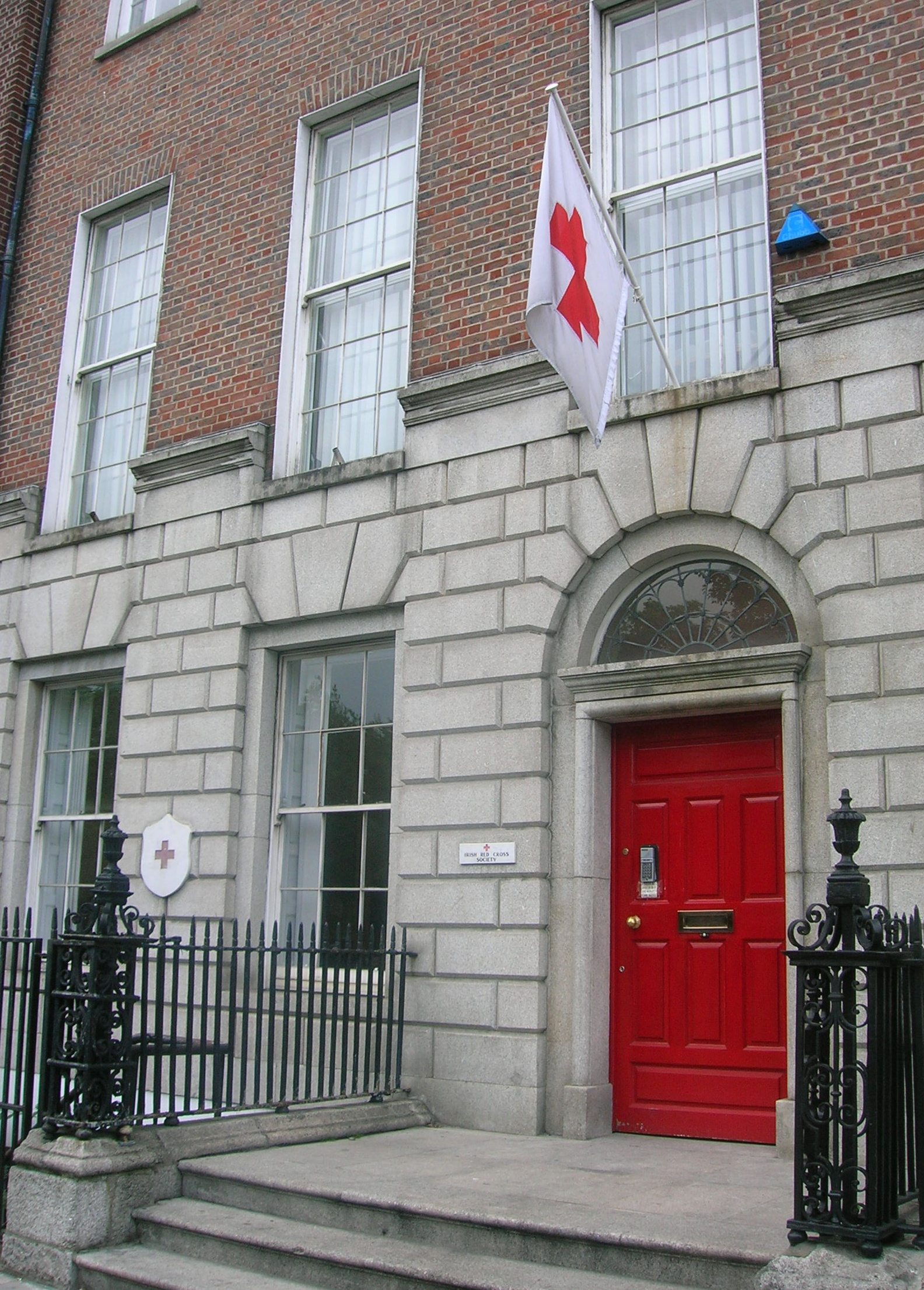
Der Hauptsitz des Irischen Roten Kreuzes am Merrion Square in Dublin

Das Irische Rote Kreuz (englisch Irish Red Cross Society, IRCS, irisch Crois Dhearg na hÉireann) ist nach den Genfer Abkommen die nationale Rotkreuz-Gesellschaft in Irland und als solche Teil der Internationalen Rotkreuz- und Rothalbmond-Bewegung. Der Sitz ist in der Hauptstadt Dublin.

## Geschichte
Mit der Einführung einer neuen Verfassung 1937 war in Irland zwar noch nicht die Republik ausgerufen worden, aber die Funktion des von Großbritannien eingesetzten „Generalgouverneurs“ war abgeschafft worden. Bis dahin war in Irland als Rotkreuz-Organisation das Britische Rote Kreuz zuständig.
1939 wurde das Irische Rote Kreuz gegründet. In den folgenden Jahrzehnten war die Organisation bei der Einführung und beim Aufbau wesentlicher Gesundheits- und Sozialdienste in Irland beteiligt.
So wurde in den 1940er-Jahren damit begonnen, die Grundlagen für einen staatlichen Blutspendedienst zu schaffen. Ebenfalls in den 1940er-Jahren, steuerte die IRCS die staatliche Kampagne zur Bekämpfung der Tuberkulose und schuf mit ihrer Öffentlichkeitsarbeit die Voraussetzungen zur Ausrottung dieser Krankheit. Seit den 1950er-Jahren standen bei der IRCS Verbesserungen im Bereich der Altenpflege im Vordergrund, wobei das Rote Kreuz hier zwei Jahrzehnte lang die einzige Organisation war, die neue und innovative Dienste für ältere Menschen einführte und anbot.
Von Beginn an war die IRCS im Bereich der Flüchtlingshilfe und der Bereitstellung internationaler humanitärer Hilfe tätig. Hilfsmaßnahmen im Ausland während des Zweiten Weltkriegs und der Einsatz für Flüchtlingskinder in der Nachkriegszeit verhalfen dem Irischen Roten Kreuz international zu Aufmerksamkeit und Ansehen.

## Grundsätze
Das Irische Rote Kreuz handelt nach den Sieben Grundsätzen der Internationalen Rotkreuz- und Rothalbmondbewegung. Die Grundsätze wurden von der XX. Internationalen Rotkreuzkonferenz 1965 in Wien proklamiert.
Die sieben Grundsätze sind:
- Menschlichkeit
- Unparteilichkeit
- Neutralität
- Unabhängigkeit
- Freiwilligkeit
- Einheit
- Universalität

## Vision und Mission
Die Vision des Irischen Roten Kreuz ist es, eine führende Organisation auf dem Gebiet der humanitären Hilfe zu sein, die ihre Dienste unparteiisch anbietet und Menschen in Gefahr und Not unterstützt, ob in Irland oder im Ausland.
Als seine Mission sieht das Irische Rote Kreuz an, den Menschen Hilfe zukommen zu lassen, die sie am nötigsten brauchen, in In- und Ausland, unter den fundamentalen Prinzipien der Rotkreuz-Bewegung.

## Organisation
Unter dem aktuellen (2024) Vorsitzenden Pat Carey und der Generalsekretärin Deirdre Garvey sind in 75 Ortsverbänden des IRCS über 3.000 Freiwillige tätig.
Dem Irischen Roten Kreuz angeschlossen ist die Glen of Imaal, Wicklow Mountain Rescue, die Bergwacht in den Wicklow Mountains.